# Europa-Rosarium
Het Europa-Rosarium, vroeger Rosarium Sangerhausen genoemd, is een rosarium in de stad Sangerhausen in de Duitse deelstaat Saksen-Anhalt. Het bevat op een oppervlakte van 13 hectare de grootste rozencollectie ter wereld. De collectie bestaat uit ongeveer 8.600 verschillende soorten, variëteiten en cultivars van het geslacht Rosa (rozen). In het totaal staan er ongeveer 80.000 rozenplanten in het rosarium. Het rosarium wordt beheerd door de stichting 'GRF-Stiftung Europa-Rosarium Sangerhausen'. Vanaf het hogere deel van het rosarium zijn op de achtergrond piramidevormige steenbergen te zien, een overblijfsel uit de tijd van de mijnbouw in Sangerhausen.

## Geschiedenis

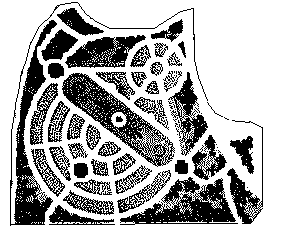
Tuinontwerp uit 1899 door F. E. Doerr

De basis voor het rosarium werd gelegd in 1897 tijdens een bijeenkomst van de vereniging 'Verein Deutscher Rosenfreunde'. Hier opperde rozenkweker Peter Lambert het idee om een rozentuin in eigendom van de vereniging aan te leggen met als doel het uitsterven van zeldzame en historische rozen te voorkomen en ze voor het nageslacht te bewaren. Het ontwerp voor het rosarium als formele rozentuin kwam van tuinarchitect Friedrich Erich Doerr uit Erfurt. Het is aan de rozenliefhebbers Albert Hoffmann en Ewald Gnau te danken dat het Rosarium op 3 juli 1903 in Sangerhausen werd geopend. Doorslaggevend hiervoor was de beschikbaarstelling van een geschikt gebied door de stad Sangerhausen. Het openingsassortiment bestond uit ongeveer 1500 verschillende cultivars en wilde rozen, waaronder talrijke exemplaren uit het beroemde rosarium Roseraie du Val-de-Marne in L'Haÿ-les-Roses bij Parijs. Bij de opening besloeg het rosarium een oppervlakte van 1,5 hectare. Ook in latere tijden van de turbulente geschiedenis van Duitsland in de 20e eeuw werd het rozenassortiment met succes in stand gehouden en voortdurend uitgebreid. Na het einde van de Tweede Wereldoorlog kwam het rosarium in handen van de stad Sangerhausen, die verantwoordelijk werd voor het onderhoud. Ook in de DDR werd het rosarium uitgebreid. Na de Duitse hereniging kreeg het rosarium nationale en Europese betekenis. In 1993 werd het Rosarium Sangerhausen door de vereniging omgedoopt tot Europa-Rosarium.

## Rozencollectie
Sommige rozen zijn in het rosarium bijzonder goed vertegenwoordigd, zoals polyantarozen, remontanthybriden, noisette-rozen en allerlei soorten ramblerrozen. Hiertoe behoren vele rariteiten, zoals bijvoorbeeld de ramblerroos 'Turner's Crimson Rambler' of de klimroos 'Gruß an Friedberg', een sport van de noisetteroos 'Duarte de Oliveira'. De zwarte roos 'Nigrette' en de groene roos 'Viridiflora' worden als curiositeit getoond. Het Rosarium bevat ook een collectie rozen uit voormalige communistische landen, waaronder de caninahybride 'Milevsko' uit Tsjecho-Slowakije.

## Ligging
Het Europa-Rosarium ligt in een relatief koud gebied met temperaturen tot -25 °C (USDA hardheidszone 5b) op 200 meter boven zeeniveau. De neerslag bedraagt gemiddeld 500 millimeter per jaar. De bodem is ondiep en zanderig met een neutrale pH-waarde.

## Afbeeldingen

### Rosarium

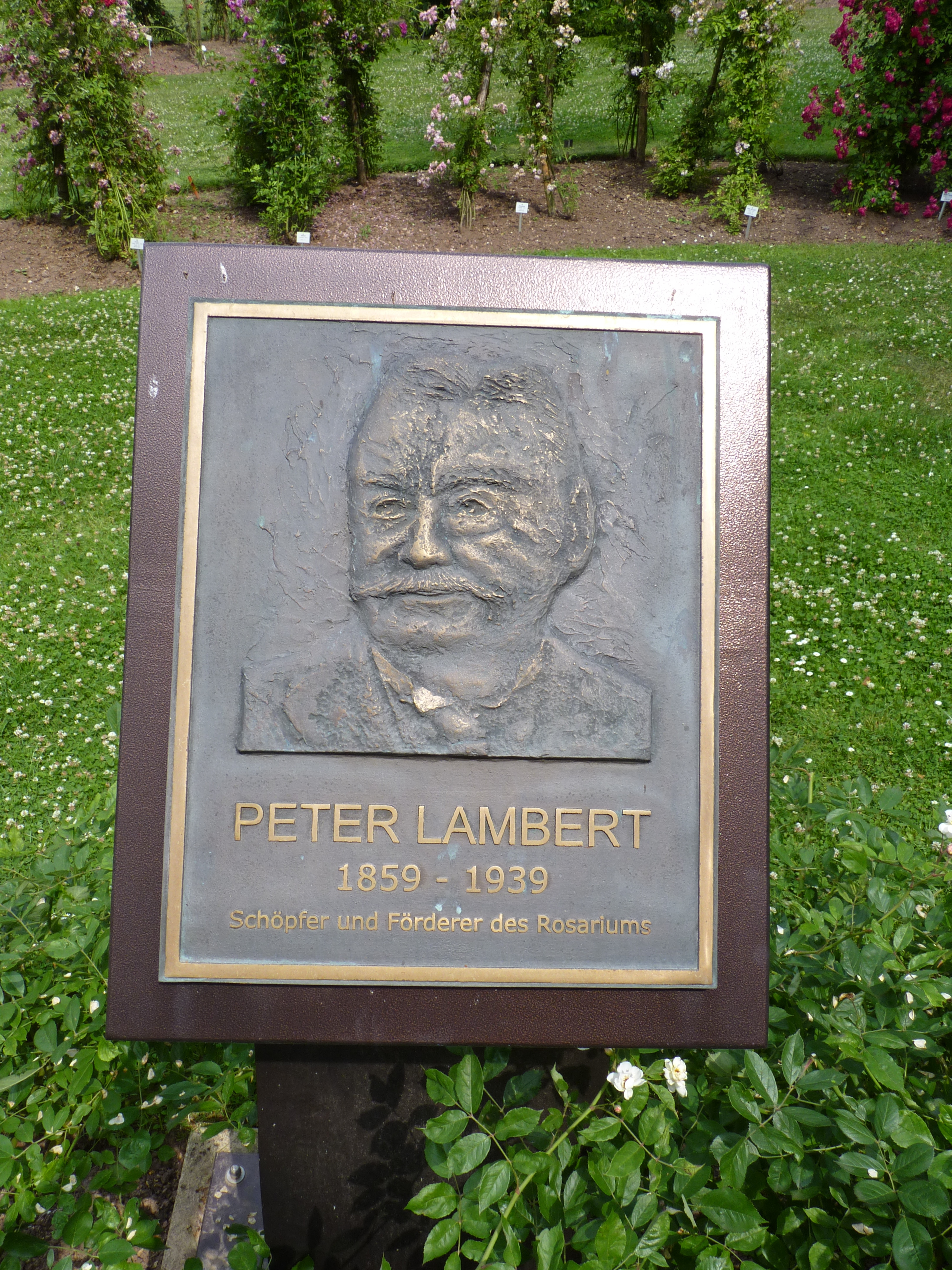
Peter Lambert, initiator van het rosarium

### Rozen (selectie)

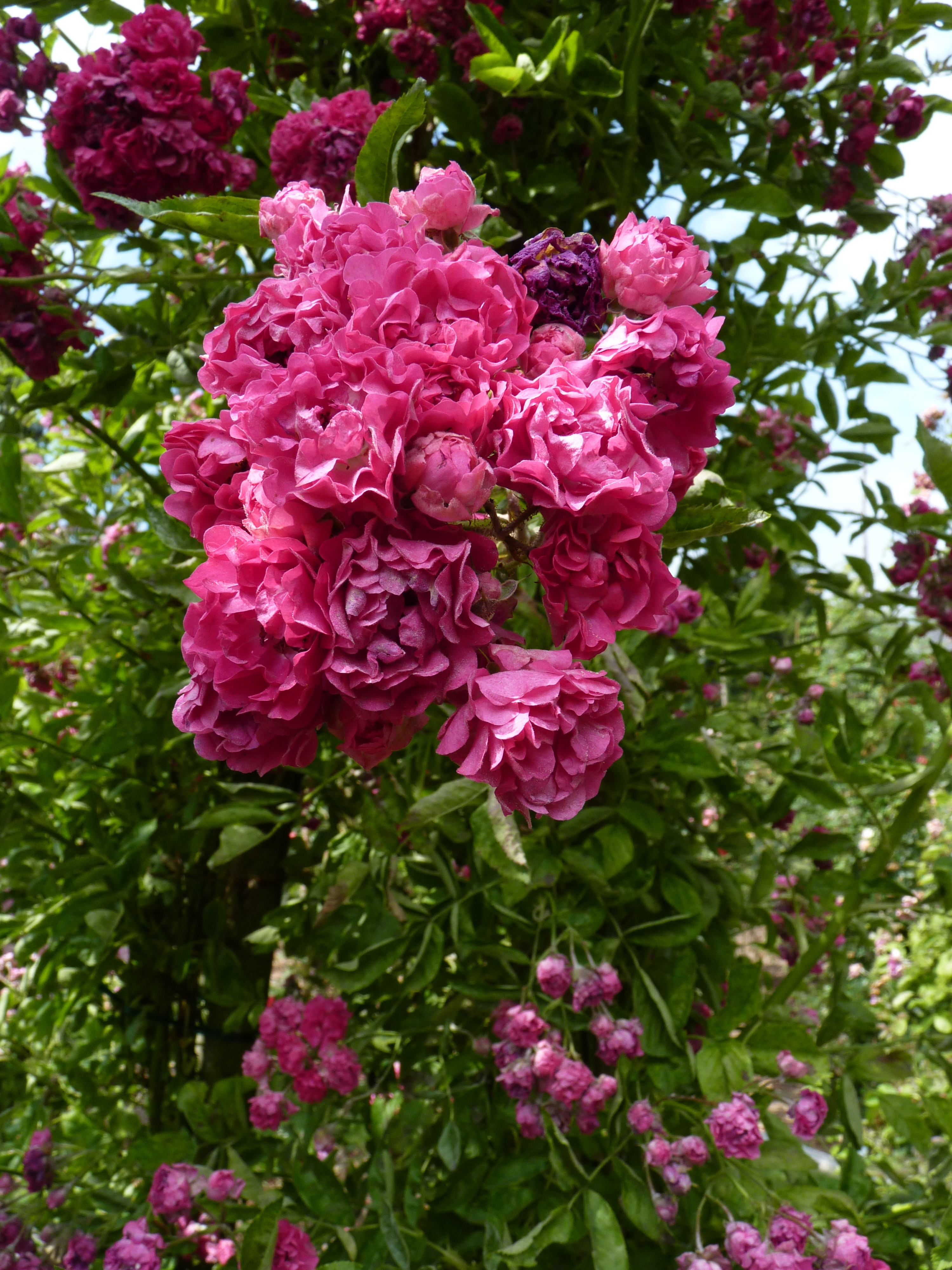
'Turner's Crimson Rambler' (Turner, 1893)
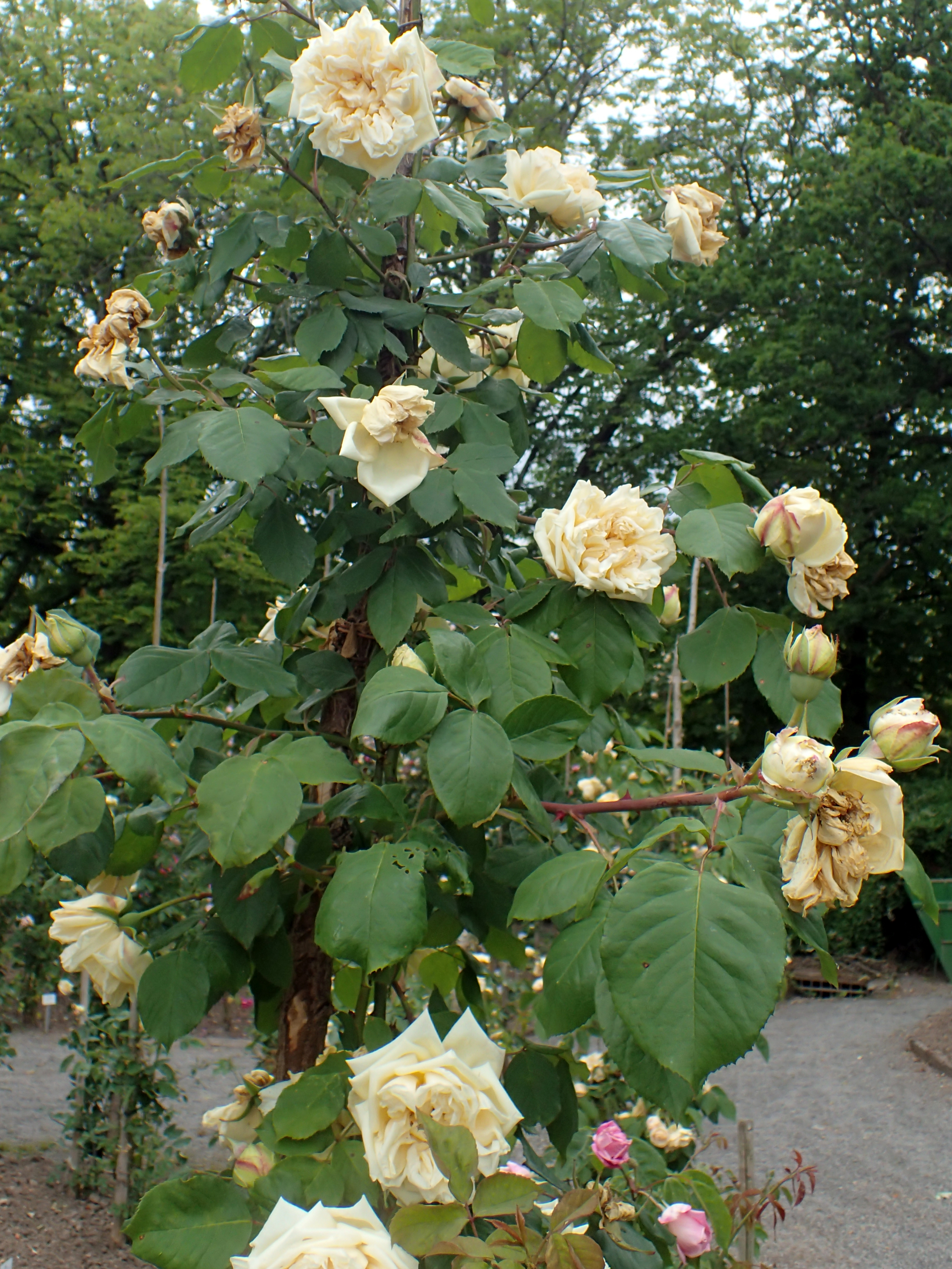
'Gruß an Friedberg' (Rogmanns, 1902)
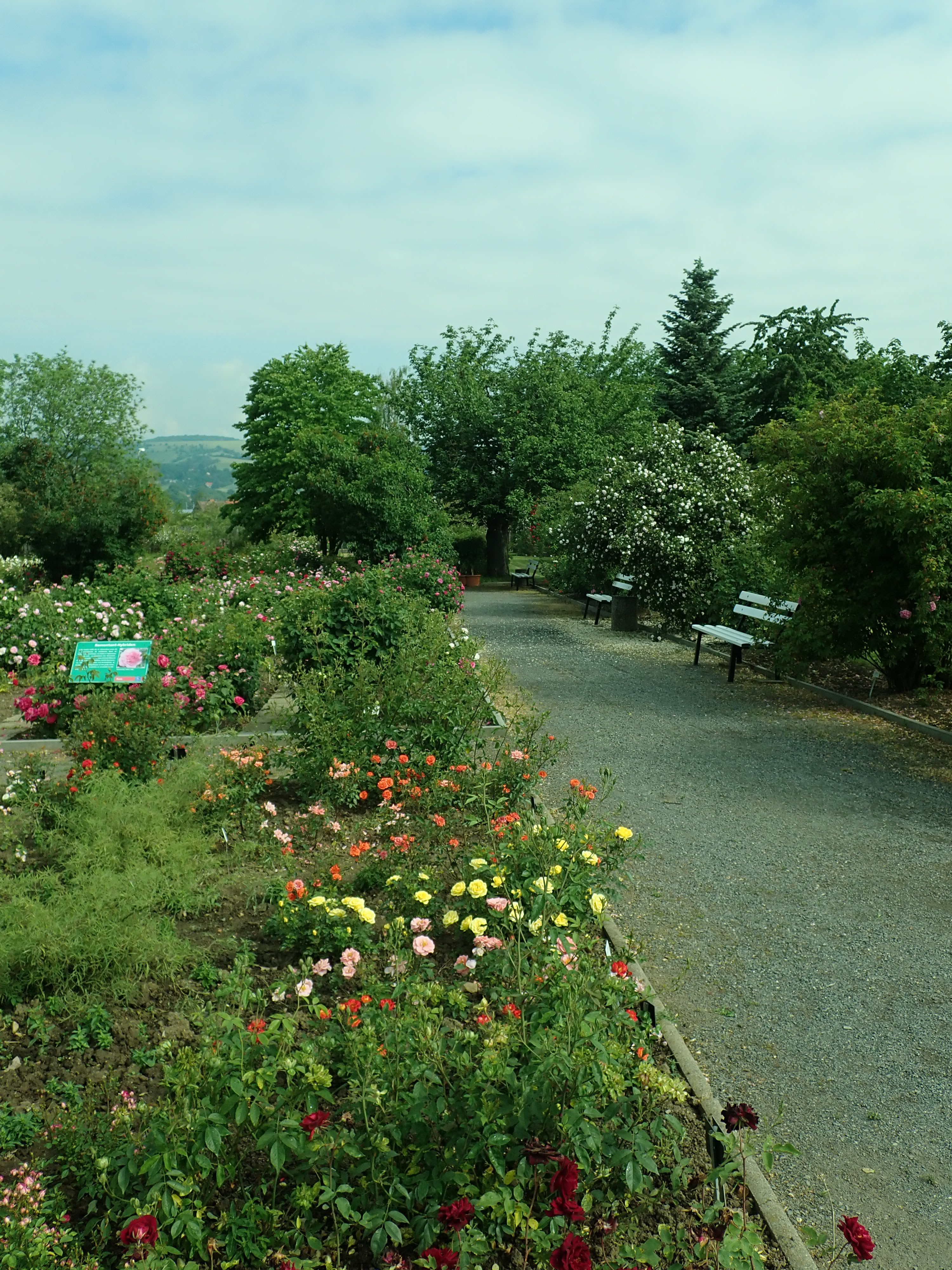
Op de voorgrond 'Nigrette' (Krause, 1934), daarachter 'Viridiflora' (Smith, 1827)
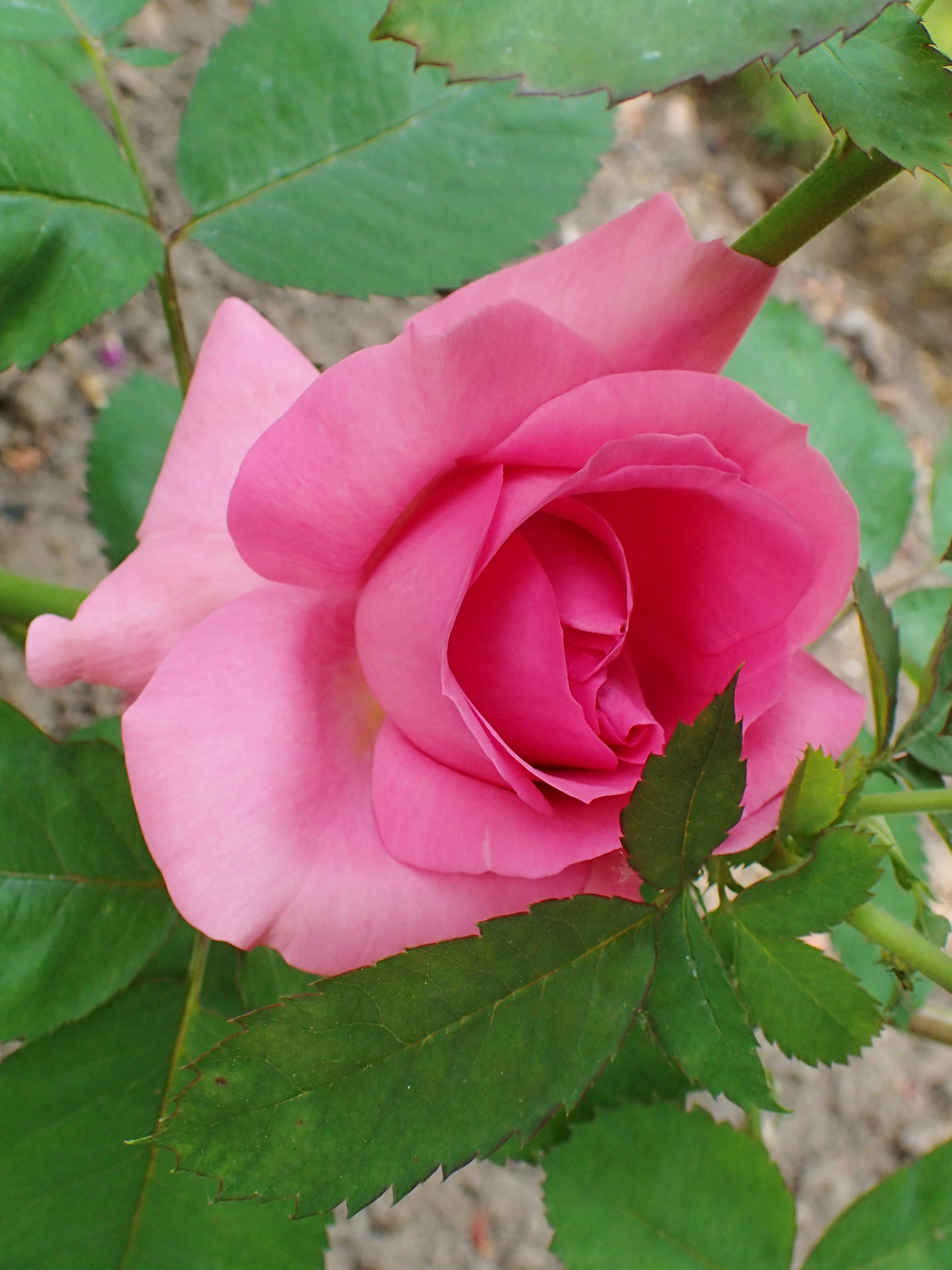
'Milevsko' (Večeřa, 1980)